# Подсмрека-при-Великих Лащах
Подсмрека-при-Великих Лащах (словен. Podsmreka pri Velikih Laščah) — поселення в общині Велике Лаще, Осреднєсловенський регіон, Словенія. 
Висота над рівнем моря: 540,6 м.